# Elnur Hüseynov
Elnur Hüseynov (né le 3 mars 1987 à Achgabat dans la RSS du Turkménistan en URSS), de parents azéris, est un chanteur azéri.
En 2008, il est choisi en duo avec le chanteur Samir Javadzadeh pour représenter l'Azerbaïdjan au Concours Eurovision de la chanson 2008 avec la chanson Day After Day. Ils se classent 8ème puis se séparent.
En 2015, il remporte la quatrième saison de O Ses Türkiye et le 15 mars 2015, il est choisi en interne pour représenter l'Azerbaïdjan au Concours Eurovision de la chanson 2015 à Vienne, en Autriche avec la chanson Hour of the Wolf (L'heure du loup), il se classera 12ème avec 49 points.
Il participe à la seconde demi-finale, le 21 mai 2015.